# Megastylus
Megastylus is een geslacht van insecten uit de orde vliesvleugeligen (Hymenoptera) en de familie Ichneumonidae.

## Soorten
- M. aemulus (Forster, 1871)
- M. cruentator (Schiødte, 1839)
- M. elegans (van Rossem, 1983)
- M. excubitor (Forster, 1871)
- M. flavopictus (Gravenhorst, 1829)
- M. hirticornis (Strobl, 1904)
- M. impressor (Schiødte, 1838)
- M. mihajlovici (Kolarov & Glavendekic, 1992)
- M. orbitator (Schiødte, 1838)
- M. pectoralis (Forster, 1871)
- M. pleuralis (Thomson, 1888)
- M. suecicus (van Rossem, 1983)
- M. tenellus (van Rossem, 1983)
- M. transsylvanicus (Kiss, 1924)
- M. woelkei (Humala, 2017)